# NK Graničar Kotoriba
Nogometni klub Graničar Kotoriba hrvatski je nogometni klub iz Kotoribe. Trenutačno nastupaju u 3. NL – Sjever.

## Povijest
Klub je osnovan 1928. pod imenom Sloga. 1932. godine mijenja ime u Graničar. Klubu je bio zabranjen rad od 1936. do 1939. godine zbog djelovanja lijevo orijentiranih radničkih i seljačkih sindikata unutar kluba.
U novije vrijeme klub je često nosio dodatne, sponzorske nazive, tako da se jedno vrijeme zvao Graničar-Patrick, kasnije Graničar Ellabo, a sada klub nosi originalno ime "NK Graničar Kotoriba".

## Uspjesi
U bivšoj državi klub se natjecao u međupodsaveznoj ligi Zagreb od 1962. do 1965., ligi zajednica općina Čakovec–Varaždin–Krapina 1978. do 1981., Zagrebačkoj nogometnoj regiji–sjever od 1987. do 1989. koju osvaja 1989. godine i postiže svoj najveći uspjeh ulaskom u tadašnju "HNL" – sjever (3. stupanj natjecanja).

Od hrvatske neovisnosti klub prolazi različite ligaške stupnjeve, a 1996. godine osvaja kup Međimurja. 2011. godine klub osvaja Kup Međimurja u juniorskoj i kadetskoj konkurenciji, a seniori su zaustavljeni u finalu.
Sezone 2022./23. osvajaju Međimursku premier ligu te ostvaruju plasman u 3. NL – Sjever

## Zanimljivosti
Jedan od poznatijih članova ovog nogometnog kluba bio je Joža Horvat, hrvatski književnik, koji je bio član kulturno-zabavne i nogometne sekcije. 

## Poznati igrači i treneri
- Zoran Kastel[1]
- Mario Gregurina

## Vanjske poveznice
- Profil, HNS Semafor